# Světový pohár v biatlonu 2017/2018 – Annecy
3. podnik Světového poháru v biatlonu v sezóně 2017/18 probíhal od 14. do 17. prosince 2017 ve francouzském Annecy. Na programu byly mužské a ženské závody ve sprintech, stíhací závody a závody s hromadným startem.
Závody světového poháru se do tohoto alpského střediska vrátily po čtyřech letech.

## Program závodů
Oficiální program:
| Datum        | Disciplína                       | Začátek (SEČ) | Počet závodníků |
| ------------ | -------------------------------- | ------------- | --------------- |
| 14. prosince | Sprint (ženy)                    | 14:15         | 93              |
| 15. prosince | Sprint (muži)                    | 14:15         | 103             |
| 16. prosince | Stíhací závod (ženy)             | 11:45         | 58              |
| 16. prosince | Stíhací závod (muži)             | 14:45         | 57              |
| 17. prosince | Závod s hromadným startem (ženy) | 11:45         | 30              |
| 17. prosince | Závod s hromadným startem (muži) | 14:30         | 30              |

## Průběh závodů
Tento podnik světového poháru vynechalo několik významných závodníků, kteří raději ladili formu na olympijské hry, především Darja Domračevová, Ole Einar Bjørndalen nebo Emil Hegle Svendsen.

### Sprinty
V závodu žen byla na všech mezičasech s velkým náskokem první Slovenka Anastasia Kuzminová. Závod zdramatizovala Laura Dahlmeierová, která startovala jako jedna z posledních, ale ani ta ji nedokázala předstihnout. Z Češek dojela nejlépe na 16. pozici Veronika Vítková, která udělala jednu chybu při střelbě vleže. Svým 24. místem překvapila Jessica Jislová, která střílela čistě a v posledním kole dokázala ještě zrychlit.
Během sprintu mužů byly podmínky na střelnici velmi dobré a polovina závodníků střílela vleže čistě. Poprvé v této sezoně se podařilo zastřílet obě položky bezchybně Michalu Šlesingrovi. Vinou zranění, které potvrdil reprezentační trenér mužů Michael Málek, však běžel pomalu a dojel na 41. místě. Další čeští reprezentanti jeli o trochu rychleji, ale chybovali při střelbě. Nejlépe skončil Michal Krčmář na 34. pozici přesto, že podle svých slov na trati upadl. Zvítězil stejně jako při minulém sprintu Nor Johannes Thingnes Bø, který už od prvních mezičasů vedl a svůj náskok stále navyšoval. Za druhým Martinen Fourcadeem dojel překvapivě domácí Antonin Guigonnat, který ve světovém poháru startoval zatím jen výjimečně a skončil nejlépe na 24. místě.

### Stíhací závody
Do závodu žen vyjela první Anastasia Kuzminová. Při úvodní střelbě však nezasáhla tři terče a dostala se před ní Laura Dahlmeierová. Ta si své první místo udržela až do cíle přes dramatickou situaci při poslední střelbě, kdy obě udělaly po jedné chybě. České reprezentantky pokračovaly v nevýrazných výkonech. Nejlépe dojela Eva Puskarčíková, která však po první střelecké položce vinou dvou nezasažených terčů klesla na 37. místo a ani velmi rychlou střelbou se nezlepšila na lepší než 25. pozici. Po závodě si pak postěžovala, že na posledním trestném kole ztratila hůlku a zbytek závodu jela s náhradní, kterou jí podal servis italského týmu. Veronika Vítková si své dobré výchozí postavení pokazila špatnou střelbou (nezasáhla celkem čtyři terče) a pomalým během klesla na 38. místo. Také ona musela jet s náhradní hůlkou, když si jednu zlomila.
Ani čeští muži se ve stíhacím závodě výrazněji neprosadili. Dařilo se jen Michalu Krčmářovi, který udělal na střelnici celkem dvě chyby a skončil na 22. místě, čímž se zlepšil o 12 míst oproti sprintu. Zvítězil Johannes Thingnes Bø, který střílel bezchybně a i rychlým během svůj náskok ze sprintu neustále navyšoval. Martin Fourcade nezasáhl vstoje celkem dva terče a dojel o více než minutu za ním.

### Závody s hromadným startem
V závodě žen vedla v předposledním kole s náskokem Němka Denise Herrmannová. Při poslední střelbě však nezasáhla tři terče, čehož využila domácí Justine Braisazová, která ji tak předjela a poprvé v kariéře zvítězila. Na druhé místo se propracovala jediná bezchybně střílející závodnice, Běloruska Iryna Krjuková, která jej uhájila před zrychlující Němkou Laurou Dahlmeierovou.
Z českých závodnic udělala Veronika Vítková celkem tři střelecké chyby. V posledních kolech pak už neměla síly na zrychlení a dokončila na 23. pozici. Druhá česká závodnice, Eva Puskarčíková, střílela sice nejrychleji ze všech, ale udělala při první i druhé položce po dvou chybách a propadla se na poslední 30. místo. Položky vstoje pak sice zastřílela bezchybně, ale nejpomalejším během se už dopředu neposunula.
Závod s hromadným startem mužů se jel poprvé od roku 2010 bez českých závodníků. Komentátoři České televize očekávali souboj Johannese Bø s domácím Martinem Fourcadem. Johannes Bø však při první střelbě udělal dvě chyby a propadl se až na 25. místo. Do čela se sice dostal Erik Lesser, ale toho před poslední střelbou předjel Martin Fourcade, který si tak poprvé v kariéře dojel před domácím publikem pro vítězství. Johannes Bø rychlým během a bezchybnou střelbou v dalších položkách snižoval náskok Fourcada, ale bojoval už jen s Lesserem o druhé místo, které nakonec uhájil.

## Pořadí zemí
| Pořadí | Země      | 1. místo | 2. místo | 3. místo | Celkově |
| ------ | --------- | -------- | -------- | -------- | ------- |
| 1.     | Francie   | 2        | 2        | 1        | 5       |
| 2.     | Norsko    | 2        | 1        | 0        | 3       |
| 3.     | Německo   | 1        | 1        | 2        | 4       |
| 4.     | Slovensko | 1        | 1        | 0        | 2       |
| 5.     | Bělorusko | 0        | 1        | 0        | 1       |
| 6.     | Ukrajina  | 0        | 0        | 1        | 1       |
| 6.     | Itálie    | 0        | 0        | 1        | 1       |
| 6.     | Rusko     | 0        | 0        | 1        | 1       |
|        | Celkem    | 6        | 6        | 6        | 18      |

## Umístění na stupních vítězů

### Muži
| Disciplína                        | První místo          | Výkon   | Druhé místo          | Výkon   | Třetí místo       | Výkon   |
| Sprint (10 km)                    | Johannes Thingnes Bø | 22:16,9 | Martin Fourcade      | 22:38,0 | Antonin Guigonnat | 22:51,6 |
| Stíhací závod (12,5 km)           | Johannes Thingnes Bø | 32:57,7 | Martin Fourcade      | 33:59,1 | Anton Šipulin     | 34:03,2 |
| Závod s hromadným startem (15 km) | Martin Fourcade      | 36:30,3 | Johannes Thingnes Bø | 36:34,2 | Erik Lesser       | 36:36,5 |

### Ženy
| Disciplína                          | První místo         | Výkon   | Druhé místo         | Výkon   | Třetí místo        | Výkon   |
| Sprint (7,5 km)                     | Anastasia Kuzminová | 20:59,6 | Laura Dahlmeierová  | 21:33,5 | Vita Semerenková   | 21:41,0 |
| Stíhací závod (10 km)               | Laura Dahlmeierová  | 30:09,9 | Anastasia Kuzminová | 30:23,9 | Lisa Vittozziová   | 30:41,7 |
| Závod s hromadným startem (12,5 km) | Justine Braisazová  | 37:19,4 | Iryna Krjuková      | 37:30,6 | Laura Dahlmeierová | 37:39,3 |